# Бейкеєво
Бейке́єво (рос. Бейкеево, башк. Бәйкей) — присілок (у минулому село) у складі Кушнаренковського району Башкортостану, Росія. Входить до складу Старокурмашевської сільської ради.
Населення — 170 осіб (2010; 183 у 2002).
Національний склад:
- башкири — 63 %
- татари — 36 %